# ماكس كيلي (رياضياتي)
ماكس كيلي (بالإنجليزية: Max Kelly)‏ هو رياضياتي أسترالي، ولد في 5 يونيو 1930، وتوفي في 26 يناير 2007.